# Vilâyet Trabzon

Das Vilâyet Trabzon im Osmanischen Reich

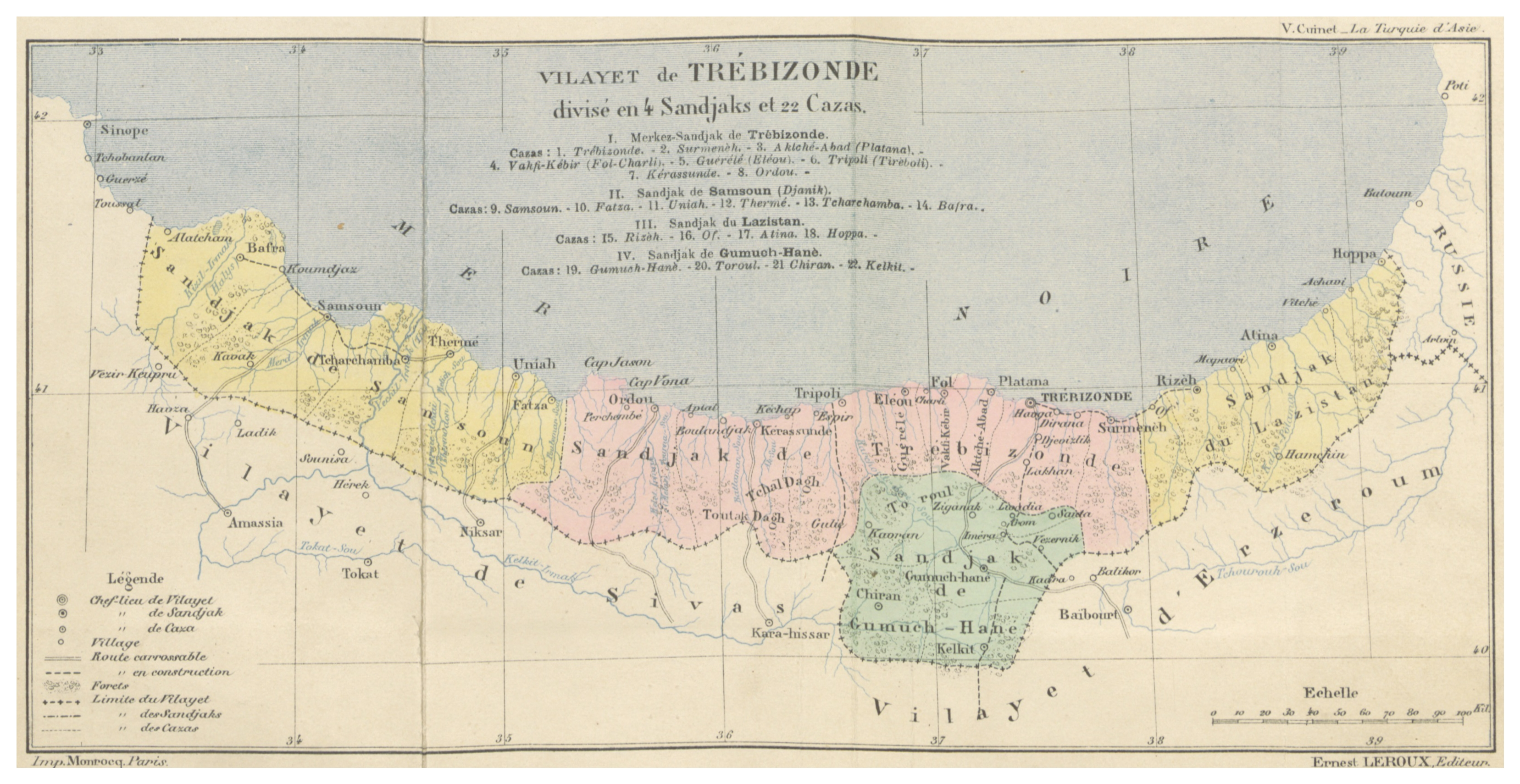
Karte zum Vilayet Trabzon von 1890

Das Vilâyet Trabzon war eine Provinz (Vilâyet) im nordöstlichen Teil des Osmanischen Reiches. Die Fläche der Provinz betrug 32.400 km². Die Provinzhauptstadt war die Stadt Trabzon. Die wichtigsten Städte waren Samsun, Altınordu, Giresun, Gümüşhane, Rize und Batumi.

## Bevölkerung
Im Jahre 1900 lag die Bevölkerungszahl bei 1,2 Millionen Einwohnern. Im Vilâyet waren Türken, Lasen, Pontosgriechen, Armenier und Tscherkessen die Hauptvölker.
Bei der Volkszählung im Jahre 1914 waren 921.128 Einwohner muslimisch, 161.524 Pontosgriechen und 38.899 Armenier.
Die Bevölkerungszahl nahm aber stetig ab, so wurden durch den Völkermord an den Armeniern 1915 unter dem Vilâyet-Gouverneur Cemal Azmi armenische Einwohner ermordet. Nach 1922 wurden bei den Griechenverfolgungen im Osmanischen Reich 1914–1923 pontosgriechische Einwohner ermordet oder vertrieben.

## Geschichte
Die Provinz Trabzon wurde im Jahre 1864 im Zuge der Tanzimat-Verwaltungsreform errichtet.
Nachdem Russisch-Türkischen Krieg von 1877 bis 1878 wurde der Sandschak Lazistan etabliert. Rize wurde das Zentrum dieses Distrikts nach der Eroberung Batumis, des ehemaligen Zentrums des Sandschaks, durch die Russen.
Die Provinz wurde 1917 in die Republik Pontos umgewandelt, als zwischenzeitlich die Pontosgriechen einen eigenen Staat ausriefen. Nach dem Ende des Ersten Weltkrieges wurde die Provinz wieder errichtet und bestand bis zur Auflösung des Osmanischen Reiches 1922.

## Verwaltungsgliederung
Im Jahre 1880 hatte das Vilâyet Trabzon 3 Distrikte (Sandschaks):
1. Trabzon,
2. Gümüşhane,
3. Lazistan.

Im Jahre 1889 wurde Samsun ein Sandschak und wurde der Provinz einverleibt.
Daher bestand das Vilayet Trabzon nach 1890 aus vier Sandschaks sowie 22 Subdistrikten (kazas).